# Bataille de Longeau
Invasion française de 1792 et 1798
Batailles
- Longeau
- Neuenegg
- Fraubrunnen
- Grauholz

La bataille de Longeau se déroule le 2 mars 1798 à Longeau, dans le canton de Berne, et oppose l'armée révolutionnaire française commandée par le général Alexis Schauenburg à la milice suisse cantonnée dans le village. L'affrontement se solde par une victoire française.

## Contexte

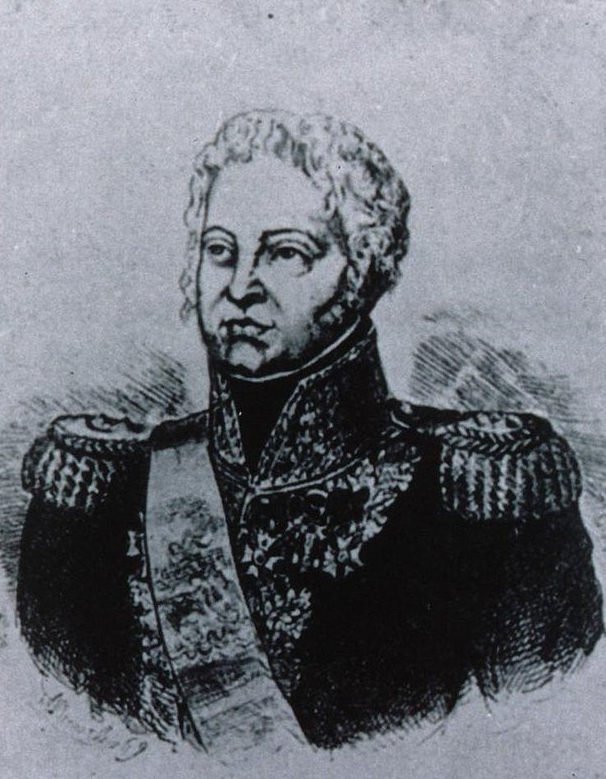
Le général Alexis Balthazar Henri Schauenburg (1748-1831).

En 1798, les troupes françaises envahissent la Suisse, prenant comme prétexte la mort d'un hussard français dans la nuit du 25 au 26 janvier à Thierrens, à la suite d'un malentendu, pour occuper le pays de Vaud dès le 27 janvier 1798. Le général Guillaume Brune, commandant en chef de l'armée d'Helvétie, donne l'ordre au général Schauenburg de s'emparer de la ville de Soleure, afin d'être ensuite en mesure de marcher sur Berne.

## La bataille
Le 2 mars 1798, l'armée française, forte de 15 000 hommes, arrive à trois ou quatre heures du matin devant le village de Longeau, occupé par un bataillon de miliciens bernois. Le général Schauenburg décide d'attaquer, et les soldats suisses sont mis en déroute après un bref combat. Un canonnier bernois aurait refusé de se rendre en criant : « Je ne veux point de grâce des ennemis de mon pays ! », avant d'être tué par les Français.
Les Suisses perdent 200 soldats tués ou blessés, ainsi qu'un nombre à peu près égal de prisonniers. Dans leur retraite, ils abandonnent par ailleurs huit canons et leurs caissons de munitions.

## Conséquences
À la suite de ce succès, les colonnes françaises continuent leur progression vers Soleure, qu'elles occupent à dix heures et demie du matin. Le général Schauenburg exige alors des autorités de la ville que les armes en possession des habitants lui soient remises sans conditions.
Dans le cimetière de Longeau, il y a un monument pour les mortes du bataille. écrit sur lequel: "den Gefallenen zur Ehre, der Nachwelt zur Lehre"Franzoseneinfall (Schweiz) (lit. Honneur aux mortes! Pour enseigner à la postérité. en allemand, il rime.)